# Adam Gużda
Adam Gużda (ur. 28 maja 1980) – polski biathlonista, medalista mistrzostw Polski, reprezentant Polski, medalista Zimowej Uniwersjady (2001).

## Życiorys
Był zawodnikiem Ryfamy Rybnik i AZS-AWF Katowice. Na mistrzostwa Polski seniorów zdobył jeden medal: srebrny w sztafecie w 2002. Był też brązowym medalistą mistrzostw Polski juniorów w sprincie (1998) oraz mistrzem Polski juniorów w biathlonie letnim, w sztafecie (1999) i biegu indywidualnym (2000)
Jego największym sukcesem na arenie międzynarodowej był brązowy medal w sztafecie podczas Zimowej Uniwersjady (2001), z Michałem Piechą, Bartłomiejem Golcem i Tomaszem Sikorą.